# Casale Litta
Casale Litta es una localidad y comune italiana de la provincia de Varese, región de Lombardía, con 2.629 habitantes.

## Evolución demográfica
| Gráfica de evolución demográfica de Casale Litta entre 1861 y 2001 |
|                                                                    |
| Fuente ISTAT - elaboración gráfica de Wikipedia                    |